# گلنلوس
گلنلوس (به انگلیسی: Glenluce) یک روستا در بریتانیا است که در دامفریس و گالووی واقع شده‌است.